# Slovenská demokratická a kresťanská únia – Demokratická strana
Slovenská demokratická a kresťanská únia – Demokratická strana (SDKÚ-DS, Slovakiets demokratiske og kristne union - Demokratisk parti) er et liberalt-konservativt, kristendemokratisk politisk parti i Slovakiet. SDKÚ-DS var medlem af Centrist Democrat International og medlem af Det Europæiske Folkeparti indtil 2018, hvor det blev ekskluderet på grund af inaktivitet.
I 12 år var SDKÚ en stor centrum-højre politisk kraft i Slovakiet. Under deres styre blev Slovakiet medlem af Den Europæiske Union og NATO, samt gennemførte økonomiske reformer, der førte til 00'ernes økonomiske boom. Partiet mistede sin betydning ved parlamentsvalget i 2012, hvor det kun fik 6 % af stemmerne. Ved valget i 2016 mistede det alle sine parlamentsmedlemmer og fik kun 0,26 % af stemmerne. Herefter blev partiet inaktivt.

## Historie

### Stiftelse
I 1998 blev Slovenská demokratická koalícia (SDK) oprettet som en koalition af fem små centrum-højre- og centrum-venstre-partier, der havde til hensigt at stille op til det slovakiske parlamentsvalg samme år. Den oprindelige aftale var at danne et parti med 150 medlemmer og opløse det efter valget i 1998. Efter et vellykket valg i 1998 dannede SDK regering med KDH, SDĽ og SMK-MKP. Premierminister Mikuláš Dzurinda (KDH) annoncerede dannelsen af et nyt parti, SDKÚ. Nogle SDK-medlemmer meldte sig ind i det nye parti, mens andre vendte tilbage til deres oprindelige partier. Det nye parti blev registreret den 18. februar 2000. Den 18. november valgte den stiftende kongres Mikuláš Dzurinda som formand, med næstformændene Edvard Kukan, Zuzana Martináková, Milan Kňažko og Ľubomír Harach. Gabriel Palacka blev ansvarlig for økonomi.

### Første gang i regering: 1998–2006
Efter stiftelsen var de fleste af ministrene i de slovakiske regeringer indtil 2006 medlemmer af SDKÚ. SDKÚ blev anset for at være det mest reformorienterede parti.

### Anden gang i regeringen: 2010–2012
Til parlamentsvalget i 2010 overgav Dzurinda topplaceringen på partiets liste til Iveta Radičová, selvom han forblev partiformand. Ved dette valg fik partiet 15,42% af stemmerne og 28 pladser i Nationalrådet. Iveta Radičová blev den første kvindelige premierminister i Slovakiets historie ved at danne en ny centrum-højre koalitionsregering bestående af SDKÚ-DS, SaS, MOST-HÍD og KDH. Efter skik gav præsident Ivan Gašparovič først ansvaret for at danne en ny regering til det største parti, SMER-SD, og dets leder Robert Fico, men han kunne ikke danne regering da Smer-SD og SNS kun havde 71 mandater. Centrum-højre koalitionsregeringen kollapsede den 11. oktober 2011 efter et mistillidsvotum i parlamentet. Radičová besluttede efterfølgende ikke at stille op til valget i 2012.

### Valget 2012
Mikuláš Dzurinda ledede partiet til parlamentsvalget i 2012. Partiet fik et stort valgnederlag med kun 6,09 % af stemmerne og mistede mere end halvdelen af sine mandater. Dzurinda valgte at trække sig fra sin post som formand for SKDU, og der blev afholdt partikongres 19. maj 2012, så der kunne vælges en ny leder. Pavol Frešo, Lucia Žitňanská og Viliam Novotný var kandidaterne, Frešo vandt foran Lucia Žitňanská som meddelte, at hun ikke ville være kandidat til posten som næstformand.
Ved valget til Europa-Parlamentet i 2014 kom SDKÚ-DS på en tredjeplads på nationalt plan og fik 7,75 % af stemmerne og 2 MEP'er.
Ud af de 11 medlemmer i Nationalrådet valgt i 2012 var der kun 1 tilbage i partiet i 2015.

### Valget 2016
Partiet blev ledet af Pavol Frešo. I den foregående periode var SDKÚ-DS dog praktisk talt faldet fra hinanden, da dets parlamentsmedlemmmer havde forladt partiet. Partiet kun fik 0,27% af stemmerne og mistede 95% af sine tidligere vælgere ved valget 5. marts 2016. Frešo kommenterede, at SDKÚ-DS som det eneste parti åbent forsvarede pro-europæiske ideer og modsatte bygningen af hegn mod immigranterne i den europæiske flygtningekrise. Formanden sagde, at situationen var en stor udfordring for præsidiet.

### Forfald og opløsning
Der blev afholdt en partikongres den 2. juli 2016. Pavol Frešo trådte tilbage fra ledelsen af partiet og der blev valgt nye næstformænd. Lederen forventedes at blive valgt senere i 2016. Det blev rapporteret i april 2018, at partiet de facto ophørte med at eksistere, da det mangler medlemskab og struktur. Partiet blev ekskluderet af Det Europæiske Folkeparti som følge heraf. Igor Rattaj overtog partiets ejendom og blev ejer af partiets varemærke i løbet af september 2018. Rattaj udtalte, at partiet nu kun var varemærket, og han ville sælge det, hvis nogen udtrykker interesse.

### Valget i 2023
På trods af at det de facto var nedlagt, stillede partiet op til det slovakiske parlamentsvalg i 2023 ledet af Branislav Rybárik  Det fik 771 stemmer og endte sidst.